# Division Nationale (1955/1956)
Sezon 1955/56 Division 1.

## Tabela końcowa
|    | Klub                   | Pkt | M  | Z  | R  | P  | G+ | G- | +/- |  | Komentarz                      |
| -- | ---------------------- | --- | -- | -- | -- | -- | -- | -- | --- |  | ------------------------------ |
| 1  | OGC Nice               | 43  | 34 | 18 | 7  | 9  | 60 | 43 | +17 |  | Mistrz Francji Puchar Mistrzów |
| 2  | RC Lens                | 42  | 34 | 19 | 4  | 11 | 65 | 49 | +16 |  |                                |
| 3  | AS Monaco              | 41  | 34 | 17 | 7  | 10 | 63 | 45 | +18 |  |                                |
| 4  | AS Saint-Étienne       | 41  | 34 | 15 | 11 | 8  | 68 | 53 | +15 |  |                                |
| 5  | Olympique Marsylia     | 40  | 34 | 16 | 8  | 10 | 55 | 49 | +6  |  |                                |
| 6  | RC Paris               | 39  | 34 | 17 | 5  | 12 | 74 | 58 | +16 |  |                                |
| 7  | Toulouse FC            | 38  | 34 | 14 | 10 | 10 | 51 | 46 | +5  |  |                                |
| 8  | Olympique Lyon         | 37  | 34 | 15 | 7  | 12 | 50 | 49 | +1  |  |                                |
| 9  | UA Sedan-Torcy         | 36  | 34 | 14 | 8  | 12 | 53 | 56 | -3  |  | (zdobywca Coupe de France)     |
| 10 | Stade de Reims         | 34  | 34 | 13 | 8  | 13 | 61 | 50 | +11 |  |                                |
| 11 | FC Sochaux-Montbéliard | 32  | 34 | 12 | 8  | 14 | 47 | 50 | -3  |  |                                |
| 12 | FC Nancy               | 32  | 34 | 13 | 6  | 15 | 51 | 61 | -10 |  |                                |
| 13 | Nîmes Olympique        | 31  | 34 | 11 | 9  | 14 | 64 | 56 | +8  |  |                                |
| 14 | RC Strasbourg          | 30  | 34 | 12 | 6  | 16 | 54 | 66 | -12 |  |                                |
| 15 | FC Metz                | 29  | 34 | 11 | 7  | 16 | 49 | 68 | -19 |  |                                |
| 16 | Lille OSC              | 24  | 34 | 10 | 4  | 20 | 58 | 65 | -7  |  | Spadek do Division 2           |
| 17 | Girondins Bordeaux     | 24  | 34 | 9  | 6  | 19 | 45 | 69 | -24 |  | Spadek do Division 2           |
| 18 | AS Troyes-Savinienne   | 19  | 34 | 5  | 9  | 20 | 43 | 78 | -35 |  | Spadek do Division 2           |

## Awans do Division 1
- Stade Rennais
- Angers SCO
- US Valenciennes-Anzin

## Najlepsi strzelcy
| Miejsce | Piłkarz           | Narodowość       | Klub               | Gole |
| ------- | ----------------- | ---------------- | ------------------ | ---- |
| 1       | Thadée Cisowski   | Francja · Polska | RC Paris           | 31   |
| 2       | Rachid Mekloufi   | Francja          | AS Saint-Étienne   | 21   |
| 3       | Gunnar Andersson  | Szwecja          | Olympique Marsylia | 20   |
| -       | Jacques Foix      | Francja          | AS Saint-Étienne   | 20   |
| 5       | René Bliard       | Francja          | Stade de Reims     | 19   |
| 6       | Ernst Stojaspal   | Austria          | RC Strasbourg      | 18   |
| 7       | Roger Piantoni    | Francja          | FC Nancy           | 17   |
| -       | Hassan Akesbi     | Maroko           | Nîmes Olympique    | 17   |
| 9       | Egon Jonsson      | Szwecja          | RC Lens            | 16   |
| -       | Raúl Conti        | Argentyna        | AS Monaco          | 16   |
| 11      | Ernie Schultz     | Francja          | Olympique Lyon     | 15   |
| -       | Joseph Ujlaki     | Francja · Węgry  | OGC Nice           | 15   |
| -       | Bernard Rahis     | Francja          | Nîmes Olympique    | 15   |
| 14      | Pierre Tillon     | Francja          | UA Sedan-Torcy     | 14   |
| -       | Eduardo Di Loreto | Argentyna        | Toulouse FC        | 14   |

## Skład mistrzowskiej drużynyOGC Nice
Bramkarze
- Dominique Colonna
- Henri Hairabedian

Obrońcy
- Gilbert Bonvin
- Rémy Fronzoni
- César Hector Gonzales
- Alphonse Martinez
- Aleardo Nani
- Guy Poitevin

Pomocnicy
- José Carlos Brandaozinho
- Jean Luciano
- François Milazzo

Napastnicy
- Jean-Pierre Alba
- Mohammed Abderrazak
- Ruben Bravo
- Robert Brun
- Just Fontaine
- Victor Nuremberg
- Joseph Ujlaki

Trener
- Luis Carniglia